# Vescours
Vescours est une commune française, située dans le département de l'Ain en région Auvergne-Rhône-Alpes.

## Géographie
Vescours fait partie de la Bresse. La Voye la traverse.

### Climat
Pour des articles plus généraux, voir Climat d'Auvergne-Rhône-Alpes et Climat de l'Ain.
En 2010, le climat de la commune est de type climat océanique dégradé des plaines du Centre et du Nord, selon une étude du CNRS s'appuyant sur une série de données couvrant la période 1971-2000. En 2020, Météo-France publie une typologie des climats de la France métropolitaine dans laquelle la commune est exposée à un climat semi-continental et est dans la région climatique Bourgogne, vallée de la Saône, caractérisée par un bon ensoleillement (1 900 h/an), un été chaud (18,5 °C), un air sec au printemps et en été et des vents faibles.
Pour la période 1971-2000, la température annuelle moyenne est de 11,4 °C, avec une amplitude thermique annuelle de 17,9 °C. Le cumul annuel moyen de précipitations est de 941 mm, avec 10,9 jours de précipitations en janvier et 7,7 jours en juillet. Pour la période 1991-2020, la température moyenne annuelle observée sur la station météorologique de Météo-France la plus proche, sur la commune de Romenay à 5 km à vol d'oiseau, est de 11,8 °C et le cumul annuel moyen de précipitations est de 983,9 mm,. Pour l'avenir, les paramètres climatiques de la commune estimés pour 2050 selon différents scénarios d'émission de gaz à effet de serre sont consultables sur un site dédié publié par Météo-France en novembre 2022.

## Urbanisme

### Typologie
Au 1er janvier 2024, Vescours est catégorisée commune rurale à habitat très dispersé, selon la nouvelle grille communale de densité à 7 niveaux définie par l'Insee en 2022.
Elle est située hors unité urbaine et hors attraction des villes,.

### Occupation des sols
L'occupation des sols de la commune, telle qu'elle ressort de la base de données européenne d’occupation biophysique des sols Corine Land Cover (CLC), est marquée par l'importance des territoires agricoles (69,4 % en 2018), une proportion identique à celle de 1990 (69,4 %). La répartition détaillée en 2018 est la suivante : 
prairies (39,7 %), forêts (28,6 %), terres arables (28,4 %), eaux continentales (2 %), zones agricoles hétérogènes (1,2 %).
L'évolution de l’occupation des sols de la commune et de ses infrastructures peut être observée sur les différentes représentations cartographiques du territoire : la carte de Cassini (XVIIIe siècle), la carte d'état-major (1820-1866) et les cartes ou photos aériennes de l'IGN pour la période actuelle (1950 à aujourd'hui).

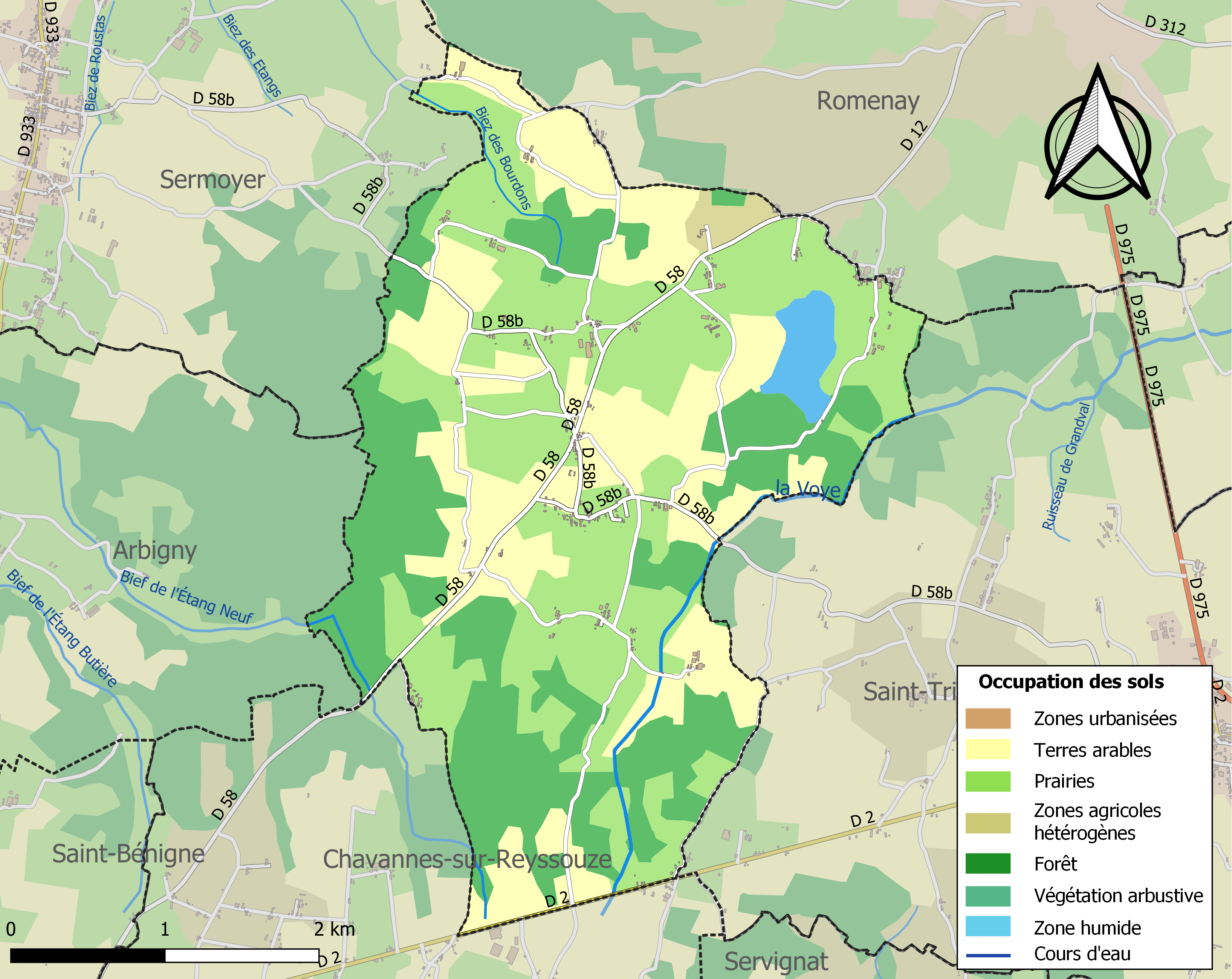
Carte des infrastructures et de l'occupation des sols de la commune en 2018 (CLC).

## Politique et administration

### Découpage territorial
La commune de Vescours est membre de la communauté d'agglomération du Bassin de Bourg-en-Bresse, un établissement public de coopération intercommunale (EPCI) à fiscalité propre créé le 1er janvier 2017 dont le siège est à Bourg-en-Bresse. Ce dernier est par ailleurs membre d'autres groupements intercommunaux.
Sur le plan administratif, elle est rattachée à l'arrondissement de Bourg-en-Bresse, au département de l'Ain et à la région Auvergne-Rhône-Alpes. Sur le plan électoral, elle dépend du  canton de Replonges pour l'élection des conseillers départementaux, depuis le redécoupage cantonal de 2014 entré en vigueur en 2015, et de la première circonscription de l'Ain  pour les élections législatives, depuis le dernier découpage électoral de 2010.

### Administration municipale

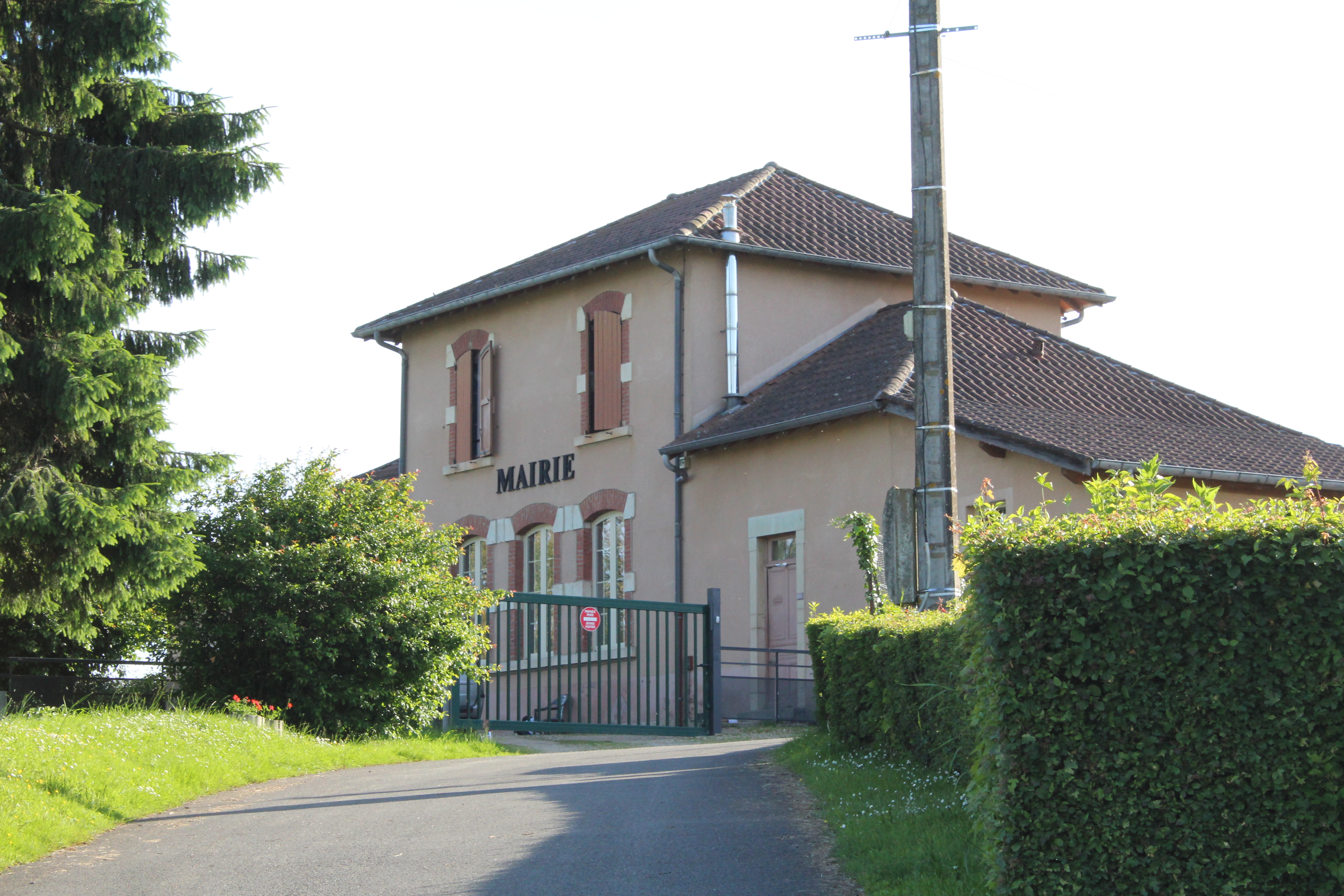
Mairie.

| Période    | Période  | Identité         | Étiquette | Qualité       |
| ---------- | -------- | ---------------- | --------- | ------------- |
| avant 1988 | 2001     | André Pont       |           |               |
| 2001       | 2014     | Michel Meunier   |           | Réélu en 2008 |
| 2014       | En cours | Isabelle Flamand | SE        | Agricultrice  |

## Démographie
| 1793 | 1800 | 1806 | 1821 | 1831 | 1836 | 1841 | 1846 | 1851 |
| ---- | ---- | ---- | ---- | ---- | ---- | ---- | ---- | ---- |
| 495  | 396  | 500  | 563  | 579  | 617  | 606  | 620  | 627  |

| 1856 | 1861 | 1866 | 1872 | 1876 | 1881 | 1886 | 1891 | 1896 |
| ---- | ---- | ---- | ---- | ---- | ---- | ---- | ---- | ---- |
| 635  | 593  | 600  | 551  | 548  | 557  | 533  | 526  | 499  |

| 1901 | 1906 | 1911 | 1921 | 1926 | 1931 | 1936 | 1946 | 1954 |
| ---- | ---- | ---- | ---- | ---- | ---- | ---- | ---- | ---- |
| 489  | 486  | 478  | 418  | 404  | 379  | 356  | 390  | 288  |

| 1962 | 1968 | 1975 | 1982 | 1990 | 1999 | 2004 | 2006 | 2009 |
| ---- | ---- | ---- | ---- | ---- | ---- | ---- | ---- | ---- |
| 251  | 225  | 198  | 181  | 184  | 191  | 193  | 199  | 199  |

| 2014 | 2019 | 2022 | - | - | - | - | - | - |
| ---- | ---- | ---- | - | - | - | - | - | - |
| 246  | 223  | 215  | - | - | - | - | - | - |

## Lieux et monuments
Vieilles fermes bressanes : toitures et cheminées sarrasines des fermes de Loscelle et de Curtil-Massin ; bâtiment avec cheminée sarrasine de la ferme de Montalibord qui date du XVIe siècle : étang et moulin.
- Église Notre-Dame-de-l'Assomption de Vescours.

## Héraldique
| Blason de Vescours | Blason  | Coupé : au 1er parti au I d'azur au lion d'hermine, au II de gueules au héron d'argent becqué et membré d'or, au 2e de sinople à la maison bressane d'or. |
| Blason de Vescours | Détails | Le statut officiel du blason reste à déterminer. |

## Personnalités liées à la commune
- Joseph Brayard, sénateur de l'Ain, est né dans la commune en 1901.